# László Antunovics
László Attila Antunovics (ur. 27 grudnia 1988 roku) – węgierski zapaśnik walczący w stylu klasycznym. Drugi w Pucharze Świata w 2012. Ósmy na Uniwersjadzie w 2013 roku.
Mistrz Węgier w 2012 roku.